# Josep Maria Balbastre Vila
Josep Maria Balbastre Vila (Ròtova, la Safor, 1964), és un poeta valencià.

## Biografia
Josep Maria Balbastre és llicenciat en Filologia Catalana per la Universitat de València. Ha treballat com a mestre i tècnic de promoció lingüística, i actualment es dedica a la docència en un institut de secundària.
Ha obtingut diversos premis literaris amb premis com el Francesc Bru 2004 de Canals amb La batuta dels ossos, l'Antoni Ferrer 2006 de l'Alcúdia de Crespins amb Opòsits i el Maxi Banegas 2009 del Pinós amb Cavall de foc. Ha publicat els poemaris Gradual (24è Premi Manuel Rodríguez Martínez 2007 d'Alcoi i Premi de la Crítica dels Escriptors Valencians de l'AELC 2009 i La llum garbellada (31é Premi Ibn Hazm Ciutat de Xàtiva, 2011).
En narrativa breu ha participat en els volums col·lectius Ponts de paraules (2008), Totes les baranes dels teus dits (2009) i Enllà del foc (2013). Una petita mostra de la seua obra ha estat traduïda al castellà i al portuguès.
Forma part del col·lectiu Saforíssims Societat Literària. Amb Úter va guanyar el 19é premi Josep Maria Ribelles Vila de Puçol 2015 i amb Iconòstasi el premi de poesia Alfons el Magnànim, que organitza i concedeix la Diputació de València.

## Obra publicada[11]
- Gradual. 2008
- La llum garbellada. 2012
- Úter. 2016
- Iconòstasi. 2017

## Premis literaris[12]
- Francesc Bru, Ajuntament de Canals, poesia, 2004
- Antoni Ferrer, Associació La Garrofera de l'Alcúdia de Crespins, poesia, 2006
- Manuel Rodríguez Martínez, Associació Amics de Joan Valls d'Alcoi, poesia, 2007
- Crítica dels Escriptors Valencians (ex aequo), Associació d'Escriptors en Llengua Catalana, poesia, 2009
- Maxi Banegas, Ajuntament del Pinós, poesia, 2009
- I Concurs de Microrelats Eròtics 2014, Llibreria la Costera
- Premi Ibn Hazm de Poesia, Ajuntament de Xàtiva, 2011
- Premi Josep Maria Ribelles, Vila de Puçol, 2015
- Premi Alfons el Magnànim de Poesia, 2017